# خاوی الامو
خاوی الامو (انگلیسی: Javi Álamo؛ زادهٔ ۱۸ اوت ۱۹۸۸) بازیکن فوتبال اهل اسپانیا است.
از باشگاه‌هایی که در آن بازی کرده‌است می‌توان به باشگاه فوتبال رکریتیوو اوئلوا، باشگاه فوتبال ژیرونا، باشگاه فوتبال لاس پالماس، و باشگاه فوتبال رئال ساراگوسا اشاره کرد.